# حمام شاه حیدر گهرو
حمام شاه حیدر گهرو مربوط به دوره قاجار است و در شهرستان کیار، بخش مرکزی، شهر گهرو، خیابان ولیعصر واقع شده و این اثر در تاریخ ۱۵ دی ۱۳۸۷ با شمارهٔ ثبت ۲۴۲۲۰ به‌عنوان یکی از آثار ملی ایران به ثبت رسیده است.